# Gallipari
Il Gallipari (o Galliporo come sembrerebbe più corretto, dal greco Elleporo ) è una fiumara calabrese che sfocia nel mar Ionio. Nasce dalle Serre Calabresi, attraversa i territori di  Sant'Andrea apostolo dello Ionio, Isca sullo Ionio e Badolato. Rappresenta per la maggior parte del suo corso il confine naturale tra il comune di Isca sullo Ionio e Badolato, nella parte alta del suo corso attraversa brevemente il territorio di Sant'Andrea.

## Caratteristiche
Il percorso del fiume è di circa 18 km. Lungo il suo percorso nella parte alta, nel territorio di Isca sullo Ionio, è possibile osservare i resti di una vecchia centralina idroelettrica costruita nel 1920, la centralina del Romito , che forniva energia ai territori di Badolato, Isca, Santa Caterina e Sant'Andrea. 
A monte della centralina il Gallipari si divide in due differenti corsi d'acqua impreziositi da due cascate: la cascata del Romito e quella del Vitello .